# De Korenbloem (Mill)
De Korenbloem is een in 1857 gebouwde windmolen in Mill in de Noord-Brabantse gemeente Land van Cuijk. De korenmolen is uitgerust met 1 koppel 17der kunststenen. De Korenbloem is particulier bezit. In 2014 is de molen geheel gerestaureerd en sindsdien weer aan draaien en malen. De molen is elke dinsdag en zaterdag toegankelijk voor publiek of op afspraak